# Evelyn Delogu
Evelyn Cristina Lourenco Delogú est une joueuse de volley-ball brésilienne née le 6 février 1981 à São Paulo. Elle mesure 1,75 m et joue au poste de libero. 

## Clubs
| Club                       | De        | À         |
| -------------------------- | --------- | --------- |
| São José dos Campos        | 2002-2003 | 2002-2003 |
| Macaé Sports               | 2003-2004 | 2004-2005 |
| Esporte Clube União Suzano | 2005-2006 | 2005-2006 |
| VB Franches-Montagnes      | 2006-2007 | 2006-2007 |
| 1. VC Wiesbaden            | 2007-2008 | 2007-2008 |
| VC Stuttgart               | 2008-2009 | 2013-2014 |
| Istres OPVB                | 2015-2016 | 2015-2016 |
| Abel Brusque               | jan 2017  | mai 2017  |
| CC Valinhos                | 2019-2020 | …         |

## Palmarès
- Coupe d'Allemagne
  - Vainqueur :2011.